# Палицци, Филиппо
Филиппо Палицци (итал. Filippo Palizzi; 16 июня 1818, Васто, Абруццо — 11 сентября 1899, Неаполь) — итальянский художник; второй из братьев Палицци.

## Биография
Жил в Абруццо до 1837 года, с детства имел способности к искусству и участвовал в изготовлении фигурок для рождественских вертепов в церквях. В 1837 году поступил в Неаполитанскую академию художеств, но вскоре покинул её и перешёл учиться в частную школу Джузеппе Бонолиса. Помимо живописи много занимался фотографией и нередко использовал сделанные им снимки как наброски для будущих картин. В 1855 году уехал во Францию, где жил его старший брат Джузеппе, впоследствии жил в Бельгии и Нидерландах; в Париж вернулся в 1863 году. В 1861 году стал одним из основателей общества Naples Società Promotrice di Belle Arti, в 1878 году основал в Неаполе Музей промышленного искусства (ныне носящий его имя — итал. Museo artistico industriale Filippo Palizzi), который возглавил спустя два года, и художественную школу при нём. Жил и работал в Неаполе до конца жизни.
Палицци рисовал полотна исторического жанра, портреты, пейзажи, работал также в анималистическом и бытовом жанрах. Для его творчества были характерны отход от традиций академизма и переход к реализму. На протяжении своей жизни он участвовал во многих художественных выставках, имел множество наград и состоял почётным членом различных европейских художественных академий. Его картины выставлены в музеях Рима, Неаполя и других итальянских городов.